# Liste des croiseurs de la Royal Navy
Le terme de croiseur existe depuis 1877 dans la Royal Navy, année du regroupement des frégates et des corvettes en une seule catégorie.

## Croiseurs de première classe

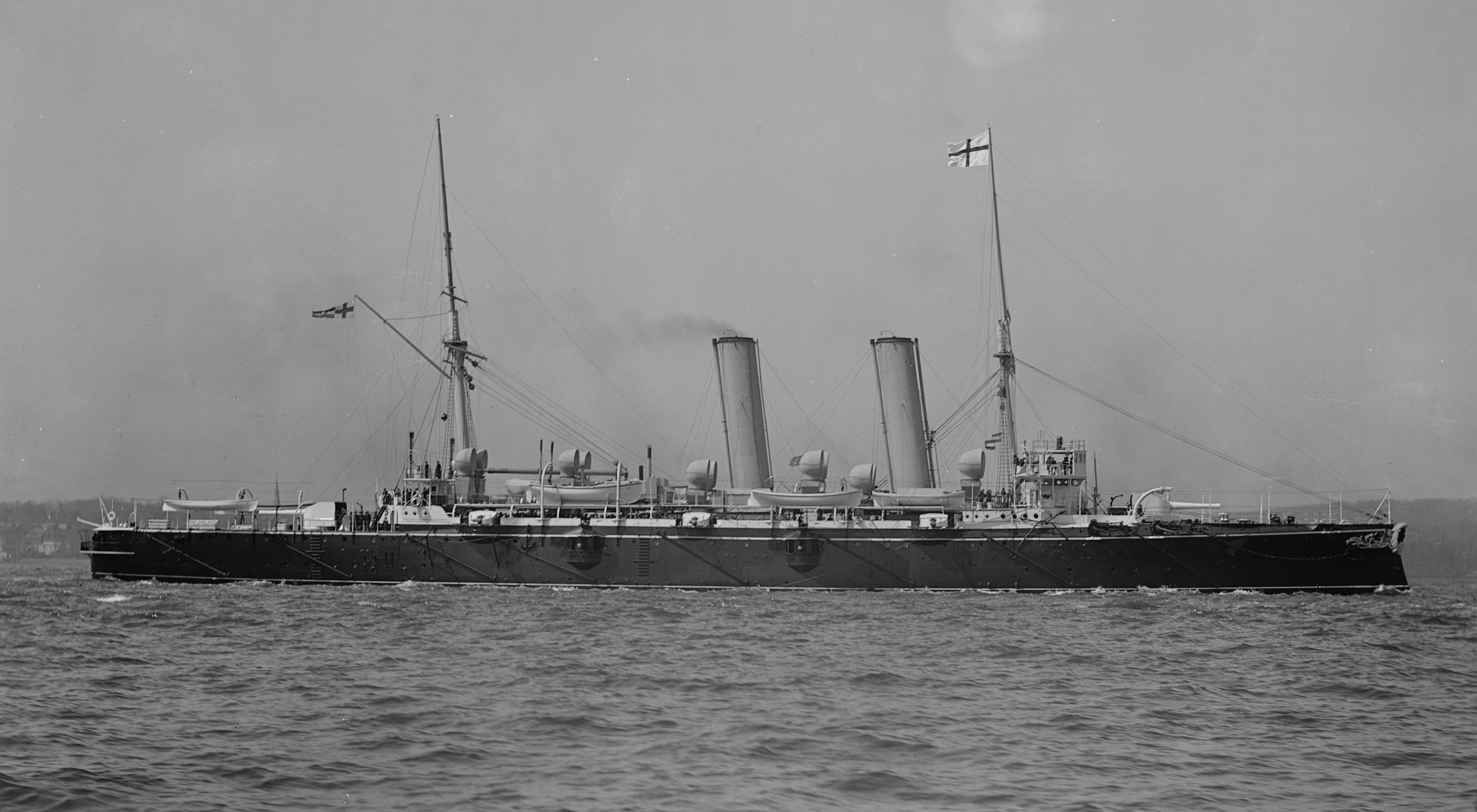
Le HMS Blake (1889).

Dans la Royal Navy, le concept de croiseur de 1re classe désigne les croiseurs cuirassés et les croiseurs protégés de grande taille.
- Shannon (1875)
- Classe Nelson
  - Nelson (1876)
  - Northampton (1876)
- Classe Imperieuse :
  - Imperieuse (1883)
  - Warspite (1884)
- Classe Orlando :
  - Orlando (1886)
  - Australia (1886)
  - Undaunted (1886)
  - Narcissus (1886)
  - Galatea (1887)
  - Immortalite (1887)
  - Aurora (1887)
- Classe Blake :
  - Blake (1889)
  - Blenheim (1890)
- Classe Edgar :
  - Edgar (en) (1890)
  - Hawke (1891) - Torpillé en 1914
  - Endymion (en) (1891)
  - Royal Arthur (en) (1891)
  - Gibraltar (en) (1892)
  - Grafton (en) (1892)
  - St George (en) (1892)
  - Theseus (en) (1892)
  - Crescent (1892)
- Classe Powerful :
  - Powerful (1895)
  - HMS Terrible (1895) (1895)
- Classe Diadem :
  - Diadem (en) (1896)
  - Niobe (1897) - Vendu au Canada en 1910
  - Europa (en) (1897)
  - Andromeda (en) (1897)
  - Amphitrite (en) (1898)
  - Argonaut (en) (1898)
  - Ariadne (en) (1898)
  - Spartiate (en) (1898)
- Classe Cressy :
  - Cressy (1899) - Torpillé en 1914
  - Sutlej (en) (1899)
  - Aboukir (1900) - Torpillé en 1914
  - Hogue (1900) - Torpillé en 1914
  - Bacchante (en) (1901)
  - Euryalus (en) (1901)
- Classe Drake :
  - Drake (1901) - Torpillé en 1917
  - Good Hope (ex-Africa) (1901) - Coulé à la bataille de Coronel en 1914
  - King Alfred (en) (1901)
  - Leviathan (en) (1901)
- Classe Monmouth :
  - Monmouth (1901) - Coulé à la bataille de Coronel en 1914
  - Bedford (en) (1901)
  - Essex (en) (1901)
  - Kent (1901)
  - Berwick (en) (1902)
  - Cornwall (1902)
  - Cumberland (en) (1902)
  - Donegal (en) (1902)
  - Lancaster (en) (1902)
  - Suffolk (en) (1903)
- Classe Devonshire
  - Devonshire (1904)
  - Hampshire (en) (1903) - Coule sur une mine en 1916
  - Carnarvon (1903)
  - Antrim (en) (1903)
  - Roxburgh (en) (1904)
  - Argyll (en) (1904)
- Classe Duke of Edinburgh
  -     - Duke of Edinburgh (en) (1904)
    - Black Prince (1904) - Coulé à la bataille du Jutland en 1916
- Classe Warrior
  -     - Warrior (1905) - Coulé à la bataille du Jutland en 1916
    - Cochrane (en) (1905)
    - Achilles (en) (1905)
    - Natal (en) (1905) - Explose en 1915
- Classe Minotaur
  - Minotaur (en) (1906)
  - Shannon (1906)
  - Defence (1907) - Coulé à la bataille du Jutland en 1916

## Croiseurs protégés

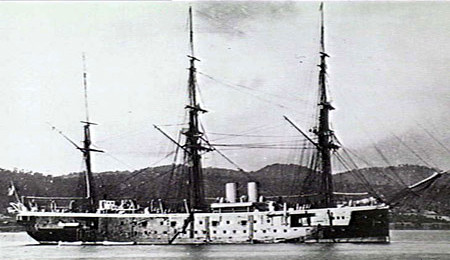
Le HMS Nelson (1875).

Les croiseurs protégés sont aussi désignés dans la Royal Navy sous l'appellation de croiseurs de 2e et de 3e classe.
- Classe Iris (en) :
  - Iris (1877)
  - Mercury (en) (1878)
- Classe Comus :
  - Comus (1878)
  - Curacoa (1878)
  - Champion (en) (1878)
  - Cleopatra (en) (1878)
  - Carysfort (1878)
  - Conquest (1878)
  - Constance (1880)
  - Canada (en) (1881)
  - Cordelia (en) (1881)
- Classe Leander :
  - Leander (en) (1882)
  - Amphion (en) (1883)
  - Arethusa (en) (1882)
  - Phaeton (en) (1883)
- Classe Calypso :
  - Calypso (en) (1883)
  - HMS Calliope (1884)
- Classe Surprise :
  - Surprise (1885)
  - Alacrity (1885)
- Classe Mersey
  - Mersey (en) (1885)
  - Severn (1885)
  - Thames (en) (1885)
  - Forth (1886)
- Classe Apollo (en)
  - Apollo (en) (1891)
  - Aeolus (1891)
  - Andromache (en) (1890)
  - Brilliant (en) (1891)
  - Indefatigable (en) (1891)
  - Intrepid (en) (1891)
  - Iphigenia (en) (1891)
  - Latona (en) (1890)
  - Melampus (en) (1890)
  - Naiad (en) (1890)
  - Pique (1890)
  - NCSM Rainbow (1891) (1891) - Vendu au Canada en 1910
  - Retribution (1891)
  - Sappho (en) (1891)
  - Scylla (en) (1891)
  - Sirius (en) (1890)
  - Spartan (en) (1891) - Renommé Defiance en 1921
  - Sybille (en) (1890)
  - Terpsichore (en) (1890)
  - Thetis (en) (1890)
  - Tribune (en) (1891)
- Classe Astraea (en)
  - Astraea (1893)
  - Bonaventure (en) (1892)
  - Cambrian (en) (1893)
  - Charybdis (en) (1893)
  - Flora (en) (1893) - Renommé Indus II
  - Forte (en) (1893)
  - Fox (en) (1893)
  - Hermione (en) (1893) - Renommé Warspite
- Classe Eclipse
  - Eclipse (en) (1894)
  - Diana (en) (1895)
  - Dido (en) (1896)
  - Doris (en) (1896)
  - Isis (en) (1896)
  - Juno (en) (1895)
  - Minerva (en) (1895)
  - Talbot (en) (1895)
  - Venus (en) (1895)
- Classe Pearl (en)
  - Pallas (en) (1890)
  - Pandora (en) (1889)
  - Pearl (en) (1890)
  - Pelorus (en) (1889)
  - Persian (en) (1890)
  - Philomel (en) (1890)
  - Phoebe (en) (1890)
  - Phoenix (en) (1889)
  - Psyche (1889)
- Classe Arrogant (en)
  - Arrogant (en) (1896)
  - Furious (en) (1896) - Renommé Forte en 1915
  - Gladiator (en) (1896)
  - Vindictive (en) (1897)
- Classe Pelorus (en)
  - Pelorus (en) (1896)
  - Pactolus (en) (1896)
  - Proserpine (en) (1896)
  - Pegasus (1897)
  - Perseus (en) (1897)
  - Pomone (en) (1897)
  - Pyramus (en) (1897)
  - Psyche (en) (1898) - Vendu à l'Australie en 1915
  - Prometheus (en) (1898)
  - Pioneer (en) (1899) - Vendu à l'Australie en 1912
  - Pandora (en) (1900)
- Classe Highflyer
  - Highflyer (1898)
  - Hermes (1898) - Torpillé en 1914
  - Hyacinth (1898)
- Classe Challenger
  - Challenger (1902)
  - Encounter (en) (1902) - Vendu à l'Australie en tant que HMAS Encounter
- Classe Topaze (en)
  - Topaze (en) (1903)
  - Amethyst (1903)
  - Diamond (en) (1904)
  - Sapphire (en) (1904)

## Croiseurs éclaireurs
Le croiseur éclaireur (ou scout cruiser en anglais) est un type de croiseur plus petit, plus rapide et légèrement armé que le croiseur protégé et le croiseur léger.
- Classe Sentinel : 2 unités (1905-1923)
- Classe Adventure : 2 unités (1905-1919)
- Classe Forward : 2 unités (1905-1921)
- Classe Pathfinder : 2 unités (1905-1919)
- Classe Boadicea : 2 unités (1909-1926)
- Classe Blonde : 2 unités (1910-1921)
- Classe Active : 3 unités (1911-1921)

## Croiseurs de bataille
Le croiseur de bataille est un cuirassé plus léger, plus rapide mais moins bien blindé.
- Classe Invincible :

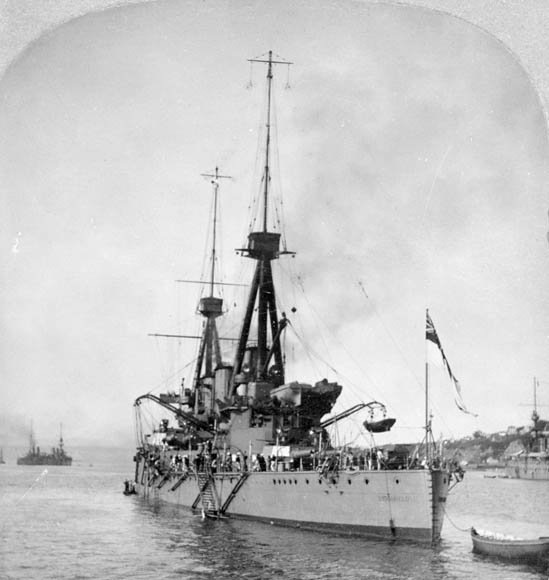
Le HMS Indomitable.

  - Invincible (1907) - Coulé à la bataille du Jutland en 1916
  - Indomitable (1907)
  - Inflexible (1908)
- Classe Indefatigable :
  - Indefatigable (1909) - Coulé à la bataille du Jutland en 1916
  - New Zealand (1911)
  - Australia (1911) dans la Royal Australian Navy
- Classe Lion :Indomitable
  - Lion (1910)
  - Princess Royal (1911)
- Queen Mary (1912) - Coulé à la bataille du Jutland en 1916
- Tiger (1913)

- Classe Renown :

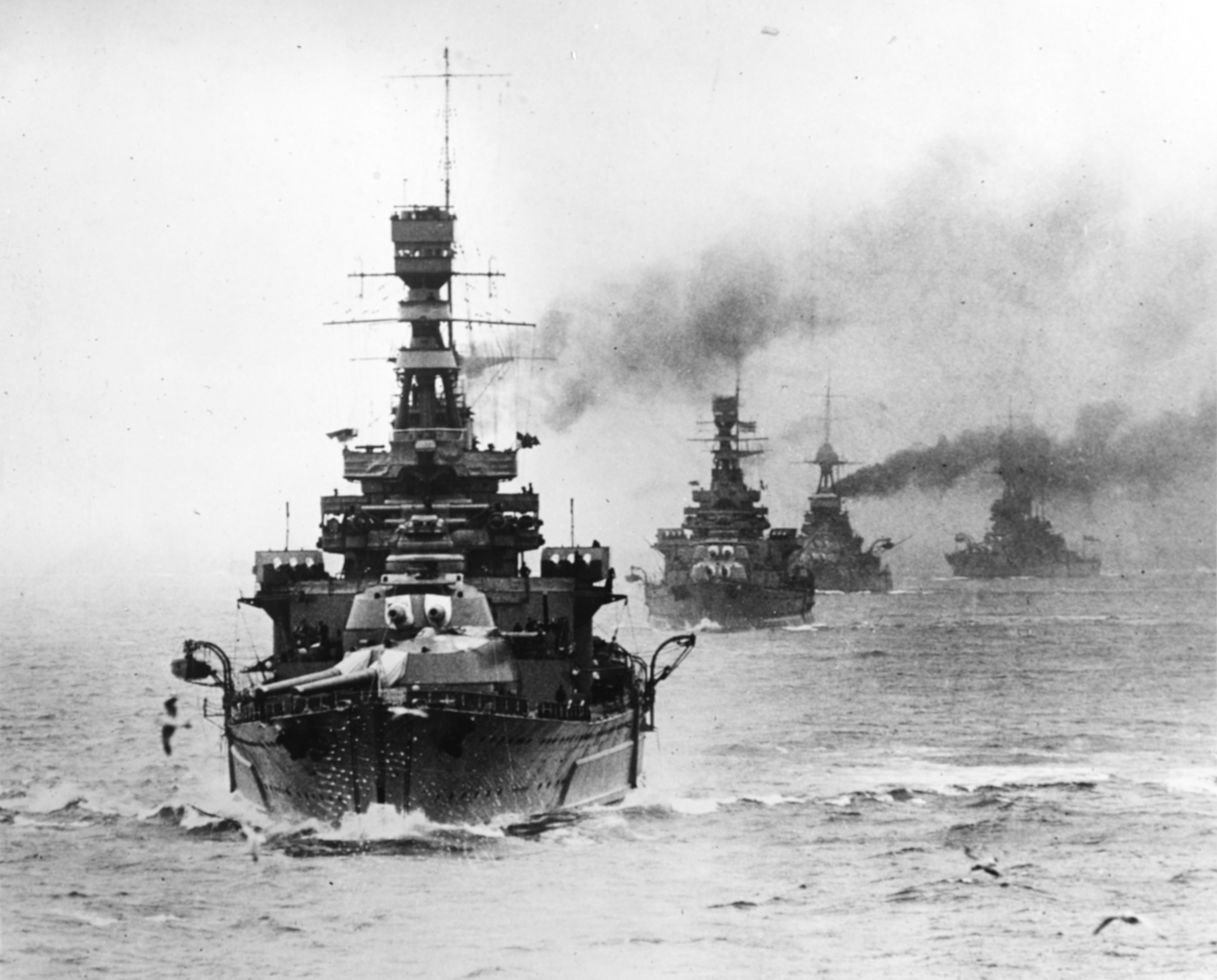
Le HMS Renown.

  - Renown (1916) - Découpé en 1948
  - Repulse (1916) - Coulé par l'aviation japonaise en Malaisie le 10 décembre 1941
- Classe Courageous (convertis par la suite en porte-avions) :
  - Courageous (1916) - Torpillé et coulé par le U-29 le 17 septembre 1939
  - Glorious (1916) - Coulé au large de la Norvège le 8 juin 1940
  - Furious (1916) - Converti en porte-avions en 1917
- Classe Admiral :
  - Hood (1918) - Coulé par le Bismarck le 24 mai 1941
  - Howe (non construit)
  - Rodney (non construit)
  - Anson (non construit)

## Croiseurs légers

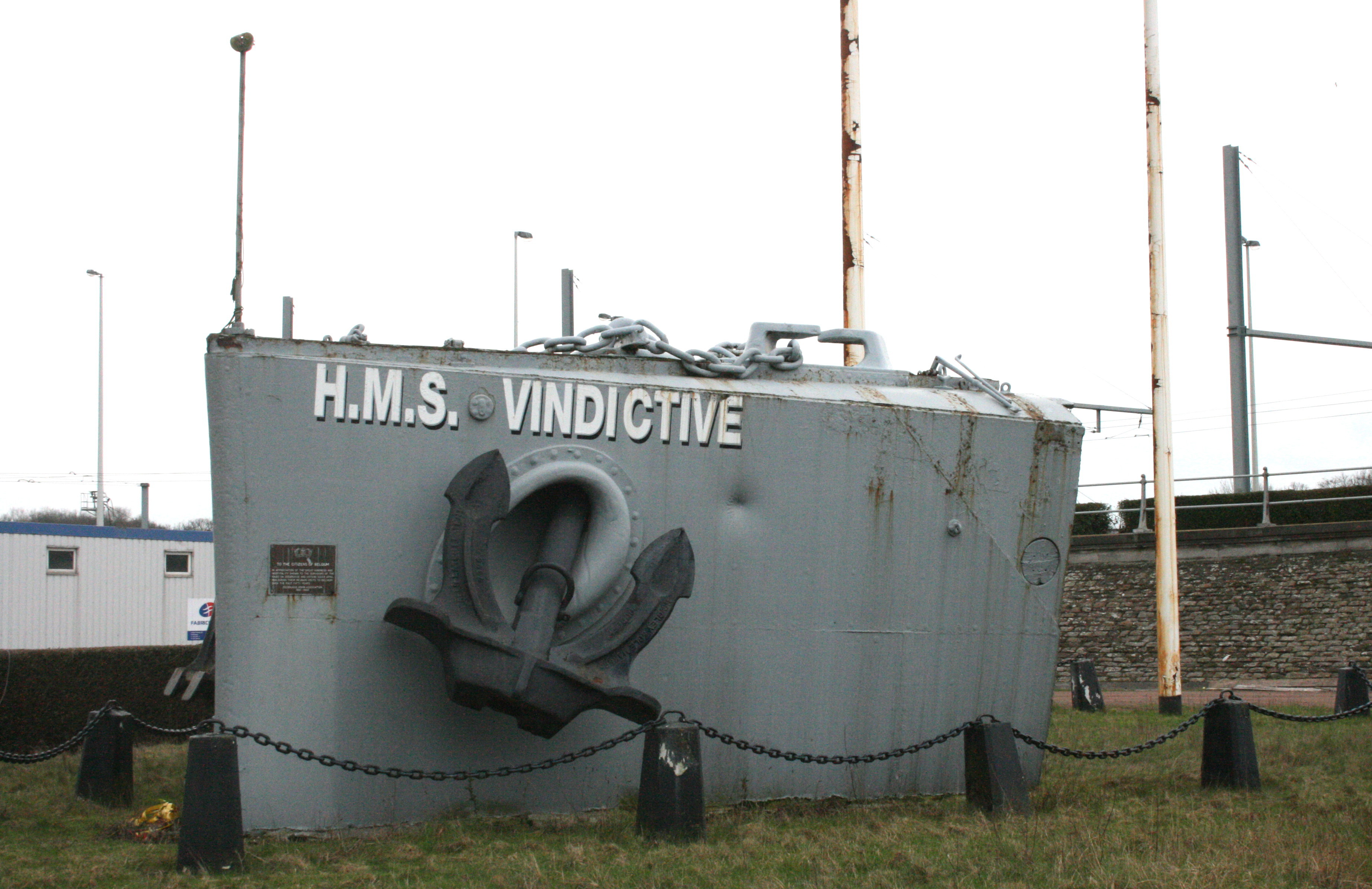
Proue du HMS Vindictive exposée dans le port d'Ostende après son renflouage en 1920

Le croiseur léger succède au croiseur protégé, les améliorations des machines et du blindage rendant ce dernier obsolète.
- Classe Town
  - Sous-classe Bristol :
    - Bristol (1910)
    - Glasgow (1910)
    - Gloucester (1910)
    - Liverpool (en) (1910)
    - Newcastle (en) (1910)

  - Sous-classe Weymouth :
    - Weymouth (en) (1911)
    - Dartmouth (en) (1911)
    - Falmouth (en) (1911)
    - Yarmouth (1912)

  - Sous-classe Chatham :
    - Chatham (en) (1912)
    - Dublin (en) (1913)
    - Southampton (en) (1912)
    - Brisbane (en) (1916)
    - Melbourne (en) (1913)
    - Sydney (en) (1913)

  - Sous-classe Birmingham :
    - Birmingham (en) (1914)
    - Lowestoft (en) (1914)
    - Nottingham (en) (1914)
    - Adelaide (1922)

  - Sous-classe Birkenhead :
    - Birkenhead (en) (1915)
    - Chester (en) (1916)
- Classe Arethusa
  - Arethusa (1914)
  - Aurora (1914)
  - Galatea (en) (1914)
  - Inconstant (en) (1915)
  - Penelope (en) (1914)
  - Phaeton (en) (1915)
  - Royalist (en) (1915)
  - Undaunted (1914)
- Classe C
  - Sous-classe Caroline :
    - Caroline (1914)
    - Carysfort (1914)
    - Cleopatra (1915)
    - Comus (1914)
    - Conquest (1915)
    - Cordelia (1914)

  - Sous-classe Calliope :
    - Calliope (1914)
    - Champion (1915)

  - Sous-classe Cambrian :
    - Cambrian (en) (1916)
    - Canterbury (1915)
    - Castor (1915)
    - Constance (1915)

  - Sous-classe Centaur :
    - Centaur (1916)
    - Concord (1916)

  - Sous-classe Caledon :
    - Caledon (1916)
    - Calypso (1917)
    - Cassandra (1916)
    - Caradoc (1916)

  - Sous-classe Ceres :
    - Cardiff (1917)
    - Ceres (1917)
    - Coventry (1917)
    - Curacoa (1917)
    - Curlew (1917)

  - Sous-classe Carlisle :
    - Cairo (1918)
    - Calcutta (1919)
    - Capetown (1919)
    - Carlisle (1918)
    - Colombo (1918)
- Classe Danae
  - Danae (1918)
  - Dauntless (1918)
  - Dragon (1918)
  - Delhi (1919)
  - Dunedin (1919)
  - Durban (1921)
  - Despatch (1922)
  - Diomede (1922)
- Classe Emerald
  - Emerald (1926)
  - Enterprise (1926)
- Classe Leander
  - Sous-classe Leander
    - Achilles (1933) - vendu à la marine indienne en 1948 sous le nom de Delhi (en)
    - Ajax (1935)
    - Leander (1933)
    - Neptune (1934)
    - Orion (1934)

  - Sous-classe Amphion
    - Perth (1936) - vendu à la Royal Australian Navy en 1939 comme Perth
    - Apollo (1936) - vendu à la RAN en 1938 comme HMAS Hobart (D63)
    - Phaeton (1935) - vendu à la RAN en 1935 comme Sydney
- Classe Arethusa
  - Arethusa (1935)
  - Aurora (1937) - vendu en 1948 à la marine de la République de Chine
  - Galatea (1935)
  - Penelope (1936)
- Classe Town
  - Sous-classe Southampton :
    - Southampton (1937)
    - Birmingham (1937)
    - Glasgow (1937)
    - Newcastle (1937)
    - Sheffield (1937)

  - Sous-classe Gloucester :
    - Gloucester (1939)
    - Liverpool (1938)
    - Manchester (1938)

  - Sous-classe Edinburgh :
    - Edinburgh (1939)
    - Belfast (1939) - navire musée à Londres
- Classe Dido
  - Sous-classe Dido :
    - Bonaventure (1940)
    - Dido (1940)
    - Hermione (1941)
    - Naiad (1940)
    - Phoebe (1940)
    - Euryalus (1941)
    - Sirius (1942)
    - Charybdis (1941)
    - Cleopatra (1941)
    - Scylla (1942)
    - Argonaut (1942)

  - Sous-classe Bellona :
    - Bellona (1943) - to Royal New Zealand Navy 1956
    - Black Prince (1943) - to RNZN 1948
    - Diadem (1943) - to Pakistan 1956 comme Babur
    - Royalist (1943) - to RNZN 1956
    - Spartan (1943) - bombed 1944
- Classe Crown Colony
  - Sous-classe Fiji :
    - Bermuda (1942)
    - Fiji (1940)
    - Gambia (1942)
    - Jamaica (1942)
    - Kenya (1940)
    - Mauritius (1941)
    - Nigeria (1940) - vendu à l'Inde comme Mysore
    - Trinidad (1941)

  - Sous-classe Ceylon :
    - Ceylon (1943)
    - Newfoundland (1943)
    - Uganda (1943), vendu à la Royal Canadian Navy comme Quebec en 1944
- Classe Minotaur 8,800 tons, 9-6in
  - Swiftsure (1944)
  - Minotaur (1945), vendu à la Royal Canadian Navy en 1945 comme Ontario
  - Superb (1945)
- Classe Tiger
  - Tiger (en) (1959)
  - Lion (en) (1960)
  - Blake (en) (1961)

## Croiseurs lourds
- Classe Hawkins :
  - Cavendish (1918)
  - Hawkins (1919)
  - Raleigh (1920)
  - Frobisher (1924)
  - Effingham (1925)
- Classe County :
  - Kent :
    - Cumberland (1928) - 1959
    - Berwick (1928) - 1948
    - Cornwall (1928) - 1942
    - Suffolk (1928) - 1948
    - Kent (1928) - 1948
    - Australia (1928) - Royal Australian Navy, 1955
    - Canberra (1928) - Royal Australian Navy, 1942

  - London :
    - London (1929) - 1950
    - Devonshire (1929) - 1954
    - Shropshire (1929) - Royal Australian Navy 1943, 1955
    - Sussex (1929) - 1950

  - Norfolk :
    - Norfolk (1930) - 1950
    - Dorsetshire (1930) - 1942
- Classe York :
  - York (1930) - 1952
  - Exeter (1931) - 1942

## Croiseurs mouilleurs de mines
Ces croiseurs sont les seuls mouilleurs de mines construits comme tels par la Royal Navy.
- Adventure (1926)
- Classe Abdiel
  - Groupe de 1938
    - Abdiel (1941)
    - Latona (en) (1941)
    - Manxman (en) (1941)
    - Welshman (1941)

  - Groupe WEP
    - Ariadne (en) (1944)
    - Apollo (1944)